# Uvariodendron gorgone
Uvariodendron gorgone är en kirimojaväxtart som beskrevs av Bernard Verdcourt. Uvariodendron gorgone ingår i släktet Uvariodendron och familjen kirimojaväxter. Inga underarter finns listade i Catalogue of Life.